# 采玉大勳章
采玉大勳章，是中華民國最高榮譽勳章。依照《勳章條例》第3條規定，中華民國總統佩帶采玉大勳章，采玉大勳章得贈與外國的國家元首。《勳章條例》第10條規定，采玉大勳章授勳者因犯罪褫奪公權，應繳回采玉大勳章及授勳證書。
1933年至1941年間，除采玉大勳章外，另有頒發類似名稱的「采玉勳章」。

## 外观
由于历史文化传统，采玉大勋章并未如日本、俄罗斯、法国等国家的最高勋章那样采用贵金属项链级别，而只是与其他高级勋章一样由图案相同的大绶章及星章构成，中心为玉质中华民国国徽，取義於禮記「君子比德於玉焉，溫潤而澤仁也」，及詩經「言念君子，溫其如玉」，采指「采色」以示差別（最初采玉勳章有分大勳章與一至九等，用色不同），中心国徽，以示“国家至上”之意，对内代表崇敬元首，对外用以敦睦邦交。

### 绶带
采玉大勋章使用全红色大绶带右肩左斜佩戴。

## 頒授
采玉大勋章為中華民國總統佩帶的象徵，總統可在就任之後自我頒授，亦能頒贈予友邦元首作為敦睦邦交之用。
由於頒授予外邦元首的身份是基於該人在任的職位而頒授，因此過往曾有外邦元首授勳者被揭發有不當行為後，總統府基於國際慣例不會追回頒授的勳章。同樣，在馬英九執政時期，曾有意追回入獄的陳水扁之勳章，但之後因法務部認為褫奪公權不影響總統職務而作罷。
每枚采玉大勋章的鑄造成本約為新台幣13萬元。

## 授予名单
- 1933年12月：中華民國国民政府主席 林森
- 1943年8月：中華民國国民政府主席 蔣中正
- 1960年1月：越南共和國總統 吳廷琰[5]
- 1963年7月1日：泰國國王 拉瑪九世[6]
- 1971年5月：沙烏地阿拉伯國王 費瑟[7]
- 1975年4月：中華民國總統 嚴家淦
- 1978年5月：中華民國总统 蔣經國
- 1988年1月：中華民國总统 李登輝
- 1999年3月：哥斯大黎加總統 米格爾·安赫爾·羅德里格斯[8]
- 2000年7月：巴拿馬總統 米雷婭·莫斯科索[9]
- 2001年3月：多明尼加總統 伊波利托·梅希亞[10]
- 2001年5月：中華民國總統 陳水扁
- 2002年10月：宏都拉斯總統 里卡多·馬杜羅[11]
- 2004年1月：聖多美普林西比總統 梅尼士[12]
- 2004年5月：巴拉圭總統 尼卡諾爾·杜阿爾特·弗魯托斯[13]
- 2004年8月：薩爾瓦多總統 埃利亞斯·安東尼奧·薩卡[14]
- 2005年1月：馬拉威總統 莫泰加[15]
- 2005年8月：瓜地馬拉總統 奧斯卡·貝爾赫[16]
- 2007年1月18日：帛琉總統 雷蒙傑索[17]
- 2008年10月：瓜地馬拉總統 阿爾瓦羅·科洛姆[18]
- 2010年6月7日：吉里巴斯總統 湯安諾
- 2011年3月14日：巴拉圭總統 费尔南多·卢戈[19]
- 2013年：巴拉圭總統 費德里科·弗朗哥
- 2015年11月5日：馬爾他騎士團大教長 马修·费斯汀 [20][21]
- 2016年10月3日：宏都拉斯總統 胡安·奥兰多·埃尔南德斯 [22][23]
- 2017年1月11日：瓜地馬拉总统吉米·莫拉莱斯[24][22]
- 2018年5月29日：海地總統 喬夫內爾·莫伊斯[25][22]
- 2018年10月8日: 巴拉圭總統 馬里奧·阿布鐸·貝尼特斯[22][26]
- 2019年3月24日：諾魯總統 巴倫·瓦卡[27][22]
- 2022年3月22日：馬紹爾群島共和國總統 戴维·卡布阿[28]
- 2023年4月25日：瓜地馬拉總統 亞歷杭德羅·賈麥岱[29]
- 2025年6月3日：馬紹爾群島總統希爾達·海妮[30]

## 采玉勳章
1933年《頒給勳章條例》中，僅有「采玉大勳章」和「采玉勳章」，後者分九等，各勳章不同色，當時英文均譯為Order of Jade。1941年1月24日制定的《勳章條例》：「勳章除已授予之采玉勳章外，分左列四種：采玉大勳章、中山勳章、卿雲勳章、景星勳章。」
首枚采玉勛章是在《颁给勋章条例》颁布后的4天，即1933年12月6日颁授给了英国驻华大使蓝浦生，最后一枚则于1941年1月1日颁授给了美国物理学家克林顿·戴维森。
1941年2月12日国民政府以制作工艺复杂和玛瑙原料紧缺等原因，停止颁发采玉勋章。

### 采玉勳章受勳者
- 1933年12月6日：英国驻华大使蓝浦生受頒二等采玉勋章
- 1934年4月：意大利领袖墨索里尼受頒一等采玉勋章
1934年10月10日：丹麦驻华大使高福曼受頒二等采玉勋章
1934年10月10日：中华民国驻法国大使顾维钧受頒二等采玉勋章[34]
- 1935年4月24日：巴拿马总统阿莫迪奥·阿里亚斯·马德里受頒一等采玉勋章
- 1935年10月10日：中华民国国联第十五届大会代表罗忠诒受頒二等采玉勋章
- 1936年：中華民國第七世章嘉呼圖克圖受頒一等采玉勳章[35]
- 1936年10月20日：中华民国驻美大使王正廷受頒二等采玉勋章
1936年12月：中华民国湖北省政府主席黄绍竑受頒三等采玉勋章[34]
- 1936年11月12日：中华民国立法院编译处处长谢保樵受頒三等采玉勋章
- 1936年11月12日：中华民国中国国民党五届中央执行委员梁寒操受頒三等采玉勋章[34]
- 1936年11月12日：中华民国黄河水利委员会委员长孔祥榕受頒三等采玉勋章[34]
- 1936年11月12日：中华民国陆军将领张自忠受頒三等采玉勋章[34]
- 1937年2月8日：意大利驻华大使罗亚谷诺（德语：Vincenzo Lojacono）受頒二等采玉勋章
- 1937年3月26日：中华民国社会经济研究会吴景超受頒四等采玉勋章
- 1938年1月：德國西门子公司商人约翰·拉贝受頒三等采玉勋章[36]
- 1938年6月：德國空軍元帥艾爾哈德·米爾希受頒一等采玉勳章[37]
- 1938年7月30日：美國傳教士明妮·魏特琳受頒六等采玉勳章[38][39]
- 1940年6月6日：秘鲁总统曼努埃尔·普拉多·乌加特切受頒一等采玉勋章
- 1941年1月1日：美国物理学家克林顿·戴维森受頒七等采玉勋章

## 傳言
2007年4月，民主進步黨的立法委員余政道認為采玉大勳章是以故總統蔣中正之母親王采玉命名，在立法院提案将采玉大勋章更名为「台湾大勋章」并废除中正勋章，惟此案未受立法院採用。
2017年9月，時代力量立委林昶佐與民進黨立委呂孫綾也認為采玉大勳章是以王采玉命名，再度要求更名。3天後，軍事研究者丘智賢依當年立法提案釋義反駁表示，玉為中國珍貴物品，且用為國家朝聘之禮，因此將其作為代表國器的象徵，而「采者采色也」，「采、彩」是通用字，采玉大勳章以及一到九等的采玉章，採用不同顏色設計，因此采玉大勳章與王采玉無關。
2022年4月，促轉會向立法院書面報告，從采玉大勳章具體設立緣由判斷，該勛章尚難認定為崇敬威權時期特定統治者。此外，縱然有傳言指采玉一詞是為紀念蔣中正先生母親而命名，但查無檔案可證明采玉大勳章以王采玉命名。